# Калогерос, Христакис
«Капитан» Христакис Кало́герос (греч. Χρηστάκης Καλόγερος) или Христакис Кало́гирос (греч. Χρηστάκης Καλόγηρος) — греческий арматол конца XVIII — начала XIX веков. Действовал и служил главным образом в прибрежной зоне Эпира и прилегающих к нему Ионических островах.
Упоминается в военных действиях против войск Али-паши Тепеленского как в рядах сулиотов, так и в составе французской армии на Ионических островах. Нет информации о его участии в военных действиях в ходе его непродолжительной службы в составе русской армии на островах.

## Биография

#### Информация от Георгиоса Д. Коромиласа вБольшой греческой энциклопедии1926 года
Христакис (уменьшительное от имени Христос) Кало́герос по прозвищу Майор (от воинского звания), был известным арматолом из региона города Превеза. Г. Коромилас предполагает что он приходился родственником известному клефту Христосу Калогеросу, по прозвищу Цамис, в силу того что последний был родом из Парамитья.
В период, когда Ионические острова и прибрежные анклавы на побережье Эпира находились под венецианским контролем, служил местной аристократии.
В армейских соединениях Ионических республик служил в звании майора и командовал 4 м батальоном.
Г. Коромилас пишет что Х. Калогирос всегда проявлял храбрость в военных действиях и в особенности отличился в войнах сулиотов против Али-паши Тепеленского.
Сам Х. Калогерос часто именовал себя Христакис Андридзу (см. Андрицоса) (Χριστάκης Ανδρίτζου), ссылка на его родословную.

#### Информация отХристофора Перревоса
Греческий революционер и военачальник и в дальнейшем историк и мемуарист Христофор Перревос, будучи современником Х. Калогероса и в некоторых эпизодах его соратником, пишет что «капитан» (у греческих клефтов и арматолов означает голова, сродни русскому «атаман») Христакис Калогирос был сыном «капитана» Спироса (Калогироса). Семья проживала в Превезе, где владела многими сельскохозяйственными угодиями. Перревос, в первом издании своей «Истории Сули и Парги» описывает Х. Калогероса благородным, элегантным и дружелюбным человеком.
Он был врагом Али-паши Тепеленскому и причинил тому много вреда в границах пашалыка последнего. По этой причине Али-паша организовал множество покушений на жизнь Х. Калогероса, но все они не достигли цели.
Перревос пишет что Х. Калогерос «был предан душой и телом делу сулиотам, считая что он прославился вместе с ними и хотел умереть вместе с ними».
Он всегда посылал «излишки своего стола» сулиотам, постоянно голодавшим на своей скудной земле, к тому же в условиях непрекращающейся блокады.
Большинство бойцов дружины Х. Калогироса пали в 1798 году в битве при Никополе, обороняя вместе с французами Превезу от войск Али-паши.
В первом издании своей «Истории» Перревос писал что если бы Калогирос успел вернуться с острова Лефкас, «он был готов победить или умереть за Отечество».
После взятия Превезы турко-албанцами, в октябре 1798 года Калогирос предложил свои услуги адмиралу Ф. Ушакову, который вскоре наградил его за его службу. Когда Ушаков покинул Ионические острова, Калогирос остался на островах и служил Ионической республике, которая за его залсуги и верность удостоила его чести (звания) майора.
Однако тот же Перревос, через несколько лет писал о Калогиросе обратное — заявляя что он предосудителен, поскольку когда его Отечество, Превеза была в опасности, он позаботился до начала сражения при Никополе перебраться напротив на остров Лефкас, предпочитая свою личную безопасность и оставив без командира сотню своих бойцов, большинство которых погибли сражаясь в бою.
Периклис Зерлентис попытался объяснить перемену оценок Перревоса с 1803 года (первое издание его книги) до 1856 года (третье издание) и причины которые заставили его дифференцировать собственный труд.
Во втором издании книги о истории Сули и Парги Перревос не относится с честью к персоне Х. Калогироса, именуя его: «субъектом порока или вернее примером всякого порока (υποκείμενον φαυλόβιον, ή μάλλον ειπείν το παράδειγμα κάθε κακίας)».
Далее Перревос информирует что «тёмные одежды его лицемерия» (το σκοτεινόν και χαμερπές ένδυμα της υποκρίσεώς του), «порой обманывали многих и простых и духовно богатых людей, как был обманут благородный граф Георгий Мочениго, который на острове Керкира подарил ему золотой портретик российского императора Александра».
При этом, Перревос утверждает что командование российской армии на Ионических островах, зная о его характере и поведении уволили его с российской службы.
Перревос продолжает что с приходом французов, Калогерос предстал перед генералом Форестьером на острове Лефкас, и когда француз видя портретик российского императора на его шее, спросил чей он, Калогерос, не раздумывая снял его и раздавил, заявляя при этом: эта иконка могла стоить мне жизни, но прибытие французов спасло её, потому я и раздавливаю её
В ссылках Перревос разъясняет почему Калогирос мог лишиться жизни: в период русско-турецкой войны, находясь на острове Лефкас, Калогирос наладил тайную перписку с турками. Когда его послания были перехвачены, Военный совет готовился принять решения о его судьбе, но на Ионические острова прибыли французы и Калогирос избежал неминуемой опасности.

#### Информация от французского генерала Camus de Richemont
Согласно описаниям французского генерала барона L.-A. Camus de Richemont, капитан Христакис (Калогирос) был красивым мужчиной высокого роста, с выразительным мужественным лицом, не лишённым некоторой скромности. Генерал отмечает что как и старинные французские рыцари стоящие во главе своих бойцов, капитан Христакис (Калогирос) шёл впереди в одиночку сопровождаемый своим адъютантом, который нёс его оружие и некоторые атрибуты его звания.
Одежда была подобной одежде греческих островитян.
Голова была выбрита вокруг лба, висков и затылка, но на макушке оставалась широкая копна падающих назад длинных волос.
Рубаха (туника) из плотного белого льнянного сукна свободным платьем падала на его колени.
Поножи из красного или голубого бархата доходили до колен.
Над туникой носил широкий бархатный жакет, того же цвета с поножами, и под шёлковым поясом носил два длинных пистолета с посеребрёнными рукоятками.
Оружие дополняли длинное албанское ружьё и ятаган

#### Информация от Георгия Х. Саккаса
Георгий Х. Саккас в своей Истории Камарины пишет что капитан Христакис был сыном капитана Спироса Калогероса, по кличке Барутис (от турецкого, в свою очередь от персидского барут — порох), который происходил из превезского села Либохово (Λιμπόχοβο Πρέβεζας|Λιμπόχοβο της Λάμαρης) но в дальнейшем обосновался в Камарине. Впоследствии здесь также обосновался «капитан» Яннакис которому покровительствовал Али-паша, что вызвало трения и ненависть между двумя «капитанами».
Отношения были полностью прерваны когда на Пасху и по предложению «капитана» Спироса вместо традиционного Христо́с Анести («Χριστός Ανέστη»), «капитаны» обменялись выстрелами.
Пуля «капитана» Спироса продырявила пороховницу «капитана» Янниса. Через несколько лет «капитан» Яннис убил «капитана» Спироса, который согласно Саккасу попытался отомстить настроим одновременно сулиотов против «капитана» Янниса.
Согласно Саккасу, «капитан» Христакис Калогирос был принят на французскую службу в звании подполковника
Бой между сулиотами и капитаном Яннакисом воспет демотической музой (народной песней) записанной Периклом Зерлентисом в 1888 году, также Иоаннисом Ламбридисом в том же 1888 году, но в вариантах услышанных им от Ангелики Сафака, сестры Маркоса Боцариса, и других жителей села Камарина